# Rivière Amyot
Rivière Amyot är ett vattendrag i Kanada.   Det ligger i provinsen Québec, i den sydöstra delen av landet, 200 km öster om huvudstaden Ottawa.
Trakten runt Rivière Amyot består till största delen av jordbruksmark. Runt Rivière Amyot är det ganska glesbefolkat, med 27 invånare per kvadratkilometer.